# Dad's Mistake
Dad's Mistake è un cortometraggio muto del 1912 prodotto dalla Nestor. Il nome del regista non viene riportato nei credit del film che, interpretato da Dorothy Davenport, fu prodotto dalla Nestor Film Company di David Horsley.

## Produzione
Il film fu prodotto dalla Nestor Film Company.

## Distribuzione
Distribuito dall'Universal Film Manufacturing Company, il film - un cortometraggio di una bobina - uscì nelle sale cinematografiche USA il 13 novembre 1912.